# John Shirley-Quirk
John Shirley-Quirk CBE (ur. 28 sierpnia 1931 w Liverpoolu, zm. 7 kwietnia 2014 w Bath) – angielski śpiewak operowy, bas-baryton.

## Życiorys
W dzieciństwie śpiewał w chórze i grał na skrzypcach. Studiował chemię i fizykę na Uniwersytecie w Liverpoolu, a następnie został wykładowcą chemii w Acton Technical College w Londynie. Jednocześnie kontynuował naukę śpiewu u Roya Hendersona. Następnie został chórzystą w chórze Katedry Św. Pawła w Londynie. Wkrótce za swoje występy zaczął otrzymywać pozytywne recenzje i w 1961 został dublerem w roli Gregora Mittenhofera w brytyjskiej premierze „Elegii dla młodych kochanków” Hansa Wernera Henze. Rok później otrzymał pierwszą własną rolę w wystawianej w Susseksie operze „Paleas i Melisanda”. Pod koniec 1963 wraz z Ipswich Bach Choir wystąpił w „Oratorium na Boże Narodzenie” Bacha, gdzie rolę solisty pełnił tenor Peter Pears, długoletni życiowy partner Benjamina Brittena. Dzięki temu występowi zwrócił na siebie uwagę Brittena i w 1964 został członkiem założonej przez niego English Opera Group. Brał udział w premierach pięciu ostatnich oper Brittena, począwszy od „Kulikowej rzeki” z 1964, a kończąc na „Śmierci w Wenecji” z 1973. Przy okazji premiery tej ostatniej opery zadebiutował na scenie Covent Garden Theatre. Rok później zadebiutował w nowojorskiej Metropolitan Opera, gdzie łącznie wystąpił trzydzieści razy, m.in. w rolach Nauczyciela Muzyki w operze „Ariadna na Naksos” Straussa, Mówcy w „Czarodziejskim flecie” Mozarta oraz Rangoniego w „Borysie Godunowie” Musorgskiego. W 1974 wystąpił w Royal Albert Hall na Last Night of the Proms w oratorium „Belshazzar’s Feast” Williama Waltona pod batutą Charlesa Grovesa, gdzie w obecności kompozytora dostał owację na stojąco. W 1991 został wykładowcą Peabody Institute w Baltimore.
Pozostawił po sobie ponad sto nagrań, cieszących się uznaniem krytyków, m.in. „Requiem wojenne” Brittena pod batutą Richarda Hickoxa, „VIII Symfonię” Mahlera pod batutą Georga Soltiego, „Wielką mszę h-moll” Bacha pod batutą Lorina Maazela czy „Dydonę i Eneasza” pod batutą Colina Davisa. Brał też udział w nagraniach oper dla telewizji, m.in. „Eugeniusza Oniegina” Czajkowskiego i „Billy’ego Budda” Brittena.
W 1975 został odznaczony Orderem Imperium Brytyjskiego (CBE).

## Życie prywatne
W 1955 ożenił się z Patricią Hastie. Po jej śmierci w 1981 po raz drugi zawarł związek małżeński z oboistką Sarą Watkins, która zmarła w 1997. W 2009 ożenił się po raz trzeci – z wiolonczelistką Teresą Perez. Z pierwszego małżeństwa miał syna i córkę, z drugiego – syna i dwie córki (jedna z córek zmarła przed nim).